# Okręg wyborczy Macquarie
Okręg wyborczy Macquarie (ang. Division of Macquarie) – jednomandatowy okręg wyborczy do Izby Reprezentantów Australii, położony na zachód od Sydney. Był jednym z 75 pierwotnych okręgów wyborczych, ustanowionych przed pierwszymi wyborami federalnymi po powstaniu Związku Australijskiego w 1901 roku. Jego patronem jest Lachlan Macquarie, gubernator Nowej Południowej Walii w okresie kolonialnym. 

## Lista posłów
| okres urzędowania | poseł            | przynależność |
| ----------------- | ---------------- | --- |
| 1901-1906         | Sydney Smith     | Partia Wolnego Handlu                                                                                            |
| 1906-1917         | Ernest Carr      | Australijska Partia Pracy (1906-1916) Narodowa Partia Pracy (1916-1917) Nacjonalistyczna Partia Australii (1917) |
| 1917-1922         | Samuel Nicholls  | Australijska Partia Pracy                                                                                        |
| 1922-1928         | Arthur Manning   | Nacjonalistyczna Partia Australii                                                                                |
| 1928-1931         | Ben Chifley      | Australijska Partia Pracy                                                                                        |
| 1931-1940         | John Lawson      | Partia Zjednoczonej Australii                                                                                    |
| 1940-1951         | Ben Chifley      | Australijska Partia Pracy                                                                                        |
| 1951-1975         | Tony Luchetti    | Australijska Partia Pracy                                                                                        |
| 1975-1980         | Reg Gillard      | Liberalna Partia Australii                                                                                       |
| 1980-1984         | Ross Free        | Australijska Partia Pracy                                                                                        |
| 1984-1993         | Alasdair Webster | Liberalna Partia Australii                                                                                       |
| 1993-1996         | Maggie Deahm     | Australijska Partia Pracy                                                                                        |
| 1996-2007         | Kerry Bartlett   | Liberalna Partia Australii                                                                                       |
| 2007-2010         | Bob Debus        | Australijska Partia Pracy                                                                                        |
| od 2010           | Louise Markus    | Liberalna Partia Australii                                                                                       |

źródło: 